# Гимназия имени А. В. Кольцова
Гимназия имени А. В. Кольцова (до 1991 — школа № 1) — общеобразовательное учреждение в Воронеже с углублённым изучением английского языка с 2-го по 11-й класс. Обучение производится по следующим направлениям: физико-математическому, экономическому и историческому.
Открыта в октябре 1957 года, получила название «Первой политехнической школы», так как обучение осуществлялось параллельно с работой на Воронежском механическом заводе; «первой» называлась из-за того, что после Великой Отечественной войны стала первой построенной школой в городе. В 1960-е годы в школе начато углублённое изучение английского языка, а в 1991 году получила статус гимназии и стала называться Муниципальной общеобразовательной языковой гимназией имени А. В. Кольцова в честь воронежского поэта Алексея Кольцова. Тогда же начался активный обмен учащимися со школами Великобритании и США.
Директора:
- Шеховцова Анна Захаровна (1957—1970)
- Артёмов Виктор Игнатьевич (1970—1976 и 1981—1985)
- Мануковский Василий Николаевич (1976—1981)
- Зеленин Виталий Михайлович (1985—2006)
- Фурсенко Надежда Тихоновна (с 2006 года)

На 2007 год в гимназии работали 73 педагога, из них 70 имели высшую квалификационную категорию. Среди работников школы есть заслуженные учителя России, учителя года, соросовские учителя.